# Quarta legislatura de les Illes Balears
La Quarta legistatura de les Illes Balears fou la quarta legislatura autonòmica de les Illes Balears i va abastar el període de 4 anys entre 1995 i 1999. La sessió constitutiva se celebrà el 21 de juny de 1995, en què Cristòfol Soler Cladera del Partit Popular fou elegit President del Parlament. El dia 29 de juny, Gabriel Cañellas Fons del Partit Popular fou reelegit President del Govern amb 31 vots a favor i 28 en contra.

## Eleccions
Set formacions polítiques obtingueren representació al Parlament de les Illes Balears en la Quarta Legislatura. 
| Candidatures | Candidatures                                       | Vots    | % Vot | Escons |
| ------------ | -------------------------------------------------- | ------- | ----- | ------ |
|              | Partit Popular (PP)                                | 168.156 | 44,77 | 30     |
|              | Partit Socialista de les Illes Balears (PSIB-PSOE) | 90.008  | 23,97 | 16     |
|              | Partit Socialista de Mallorca(PSM-NM)              | 45.854  | 12,21 | 6      |
|              | Esquerra Unida (IU)                                | 24.820  | 6,61  | 3      |
|              | Unió Mallorquina (UM)                              | 19.966  | 5,32  | 2      |
|              | Els Verds de les Illes Balears (EVIB)              | 11.663  | 3,11  | 1      |
|              | Agrupació Independent Popular de Formentera (AIPF) | 1.195   | 0,32  | 1      |

## Govern
En aquesta legislatura el Govern de les Illes Balears va ser un govern amb majoria absoluta del Partit Popular. En aquests 4 anys el govern va estar encapçalat per 3 persones distintes (totes del Partit Popular) ocupant el càrrec de President del Govern: Gabriel Cañellas (juny a agost de 1995), Cristòfol Soler (agost de 1995 a juny de 1996) i Jaume Matas (juny de 1996 a juliol de 1999).